# تاریخ ایرانی
تاریخ ایرانی یک وب گاه ایرانی است. این وب گاه با مدیریت صادق خرازی اداره می‌شود و به‌طور تخصصی به تحلیل موضوعات و انتشار مطالب تاریخی ایران و جهان می‌پردازد. سردبیر این وب گاه سرگه بارسقیان است. این وب گاه دو بار در سال‌های ۱۳۸۹ و ۱۳۹۱ توسط کارگروه تعیین مصادیق محتوای مجرمانه فیلتر شد.